# Hugo Garnich
Hugo Garnich (* 6. Mai 1874 in Arona (Piemont); † 27. Dezember 1926 in Berlin) war ein deutscher Bauingenieur, preußischer Baubeamter und rechtsliberaler Politiker.

## Leben
Geboren wurde er als Sohn des Kaufmanns Hugo Garnich und dessen Ehefrau Sophie Garnich geb. Mumm. Nach dem Besuch des Realgymnasiums, dem Studium an der Technischen Hochschule Charlottenburg, einem Referendariat und dem abschließenden 2. Staatsexamen arbeitete er zunächst als Regierungsbaumeister (Assessor in der öffentlichen Bauverwaltung) bei der Eisenbahndirektion Altona und der Eisenbahndirektion Berlin. Später war er Geheimer Oberregierungsrat und Mitglied des Reichspatentamts. Während des Ersten Weltkriegs war Garnich beim Generalgouvernement für die besetzten belgischen Gebiete tätig, zuletzt im militärischen Dienstrang eines Rittmeisters der Leichten Kavallerie. Außerdem war er Sektionschef des Kriegspresseamts in Berlin.
Verheiratet war Garnich mit Charlotte Friedberg, der Tochter nationalliberalen Politikers Robert Friedberg. Während Friedberg nach der Novemberrevolution von der Nationalliberalen Partei (NLP) zur DDP wechselte, gehörte Garnich zu den Mitbegründern der DVP. Von Friedberg wurde das Parteivermögen der NLP über Garnich an die DVP übertragen. Garnich und seine Frau wurden in der Weimarer Republik einflussreiche Politiker dieser Partei.
Garnich war Mitglied des zentralen Parteivorstands und seit 1923 Leiter einer Parteigeschäftsstelle für mehrere preußische Provinzen. Zwischen 1919 und 1921 war Garnich Mitglied der verfassungsgebenden Landesversammlung und anschließend bis zu seinem Tod Mitglied des Preußischen Landtags. In dieser Zeit war er auch dritter Vizepräsident des Parlaments.
Nachdem er sich einer Gallenstein-Operation unterzogen hatte, verstarb Hugo Garnich in der Nacht zum 27. Dezember 1926 im Alter von 52 Jahren im St.-Hedwig-Krankenhaus in Berlin. Beigesetzt wurde er auf dem Kaiser-Wilhelm-Gedächtnis-Friedhof in Berlin-Westend. Das Grab ist nicht erhalten.